# Marek Račuk
Marek Račuk (* 2. června 1992 Teplice) je český lední hokejista hrající na pozici středního útočníka.

## Život
V dorosteneckém a juniorském věku nastupoval za výběry HC Verva Litvínov. Před sezónou 2011/2012 ale změnil klub a stal se hráčem Chomutova. Za ně nastupoval nejen mezi juniory, ale objevil se i mezi dospělými, a to ve druhé nejvyšší soutěži v České republice. Během ročníku 2011/2012 nastupoval také v barvách SK Kadaň. I v dalších sezónách nastupoval v rámci daného ročníku za Chomutov a za Kadaň, a to až do ročníku 2015/2016, během kterého vedle těchto dvou zmíněných klubů hrál i za Kladno. Sezónu 2016/2017 opět strávil střídavě v Chomutově a v Kadani, ale po ní přestoupil do kádru Orlů Znojmo, jež hrají mezinárodní EBEL ligu, avšak po osmnácti zápasech změnil působiště a přestoupil do klubu HC Slavia Praha. V té vydržel do konce sezóny a následně přestoupil do Prostějova.